# エイリアン: コヴェナント
『エイリアン: コヴェナント』（Alien: Covenant）は、リドリー・スコット監督による2017年のアメリカ合衆国・イギリスのSF映画。
2012年公開の映画『プロメテウス』の続編であり、1979年公開の『エイリアン』の前日譚として製作されたシリーズの2作目である。アメリカでは2017年5月19日、日本では9月15日より公開された。アメリカでのキャッチコピーは「The path to paradise begins in hell.（天国への道は地獄から始まる。）」、日本でのキャッチコピーは「絶望の、産声。」。作品はR15＋指定。

## ストーリー
プロメテウス号の出発前、1体の男性型アンドロイドが起動。そして創造者・ウェイランドと出会って互いの出生について質問し、ミケランジェロの彫刻を見て、自身を（ダビデ＝）デヴィッドと名付ける。
2104年、植民船コヴェナント号は、船を管理するアンドロイドのウォルター、冷凍休眠中の乗組員15人と2千人の入植者、1千体以上の人間の胎芽を乗せ、惑星「オリガエ6」に向けて航行中、突如発生したニュートリノの衝撃波を受け、甚大なトラブルに見舞われる。
乗員は次々に目覚めるが、船長のブランソンがカプセル内で発生した火災で死亡、彼の妻で人類移住計画責任者のダニエルズは悲嘆に暮れる。副船長のオラムが船長となり船の復旧作業に勤める中、船外修理中のテネシーが謎の信号を受信する。解析の結果、その歌のような信号の発信源はオリガエ6より遥かに近く、移民に好条件と思われる惑星と判明する。オラム船長は先のトラブルの事もあり、この惑星の調査を決定。ダニエルズは、不確実な可能性より元の計画を遂行すべきだと主張するが、彼はそれを押し切って調査隊を編成する。
オラム、ダニエルズ、ウォルター、生物学者カリン、科学者ファリス、護衛隊員のロープ、コール、ハレット、レドワード、ローゼンタール、アンカーの計11名の調査隊が惑星に降下。信号発信源である朽ちた異星の宇宙船を発見する。そこでダニエルズは「E・ショウ」と名前が書かれたドッグタグと写真を発見する。その写真に写っていたのは、11年前に消息を絶ったプロメテウス号の乗員エリザベス・ショウ博士だった。
別行動で生物学調査を行うカリンに同行したレドワードの耳の中に、謎の黒い胞子が潜り込む。レドワードは次第に体調を崩して苦しみ始め、カリンは介抱のために着陸船に引き返し始める。その頃、宇宙船内部を探索中のハレットの鼻孔にも、同じ胞子が侵入していた。
着陸船に戻ったカリンは悶え苦しむレドワードの背中の皮膚の下で何かが蠢いているのを見て未知の感染症だと慄く。ファリスはレドワードと彼の吐血を浴びたカリンの2人を医療室に閉じ込める。カリンは医療室から出すよう助けを求めるが、その後ろでレドワードの背中を突き破って未知の異生物"ネオモーフ"が現れ彼は絶命する。ネオモーフはすぐカリンに襲いかかり、続いてドアのガラスを破り医療室から飛び出してファリスにも迫る。ファリスはショットガンで必死に応戦するが、可燃物タンクを誤射してしまう。
ファリスの連絡でダニエルズらも着陸船に向かうが、目前で着陸船は爆発しファリスが絶命。ハレットも苦しみ始め、口から2体目のネオモーフが出現。事切れたハレットを後に走り去った。調査隊はコヴェナント号との通信を試みるが、発生した磁気嵐の影響で失敗。再びネオモーフが出現し、ダニエルズを庇ったウォルターの左手首を食いちぎり、アンカーを殺害する。銃の一斉射撃でこれを倒すも、もう1体のネオモーフがローゼンタールに襲いかかる。その時、何者かが閃光弾を打ち上げ、ネオモーフは退却する。
彼らを助けたのは、ウォルターと同じ容姿を持つアンドロイド、プロメテウス号に随行していたデヴィッドであった。デヴィッドは生き残ったダニエルズ、オラム、ウォルター、ロープ、コール、ローゼンタールを連れて夥しい数の異星人の黒い死体が散乱する広場を抜け、自身の研究施設に案内する。彼はこの惑星に来たいきさつや、ショウ博士が到着時に事故死したこと、異星人たちも破損した宇宙船から漏れ出た毒物によって全滅したこと、自分は人類の限界と新たな生命の研究を続けていた旨を話し、同じアンドロイドのウォルターには「兄弟」として親密に接する。一行は救助が来るまでの間、ここに身を潜めることとなった。一方、コヴェナント号のテネシー、アップワース、リックスの3人は、船体の強度限界で低軌道に降下できず、通信回復できずにいた。
水場に行ったローゼンタールが戻らないことを不審に思い探しに行ったオラムは、彼女の無残な死体と、ネオモーフと心を通わせようとするデヴィッドを目の当たりにする。全て罠だったと察したオラムは銃でネオモーフを射殺し、激昂するデヴィッドにも銃口を向け真実を話すよう詰め寄る。デヴィッドはそれに応じ、研究の過程を見せていく。そしてデヴィッドが最終成果と評して見せたのは、無数の卵（エイリアン・エッグ）であった。安全だと促されるまま卵を覗き込んだオラムは、飛び出したフェイスハガーに張り付かれてしまう。そして彼の胸を突き破ってプロトモーフが誕生する。デヴィッドは恐るべき計画を抱いていた。
11年前、異星人（エンジニア）の宇宙船でこの星へ到着したデヴィッドは、彼らが作り出してプロメテウス号の悲劇をもたらした黒い液体をばら撒き、エンジニアや動物を全滅させた。その後エンジニアの建物を研究施設とし、黒い液体を用いた遺伝子操作をエンジニアやネオモーフの身体で繰り返し、人類に代わる「完璧な生命体」の創造を研究していたのだった。レドワードとハレットが感染した胞子もその結果生み出されたものであり、ショウ博士も実験体にされ、変わり果てたその遺体は施設内に保存されていた。デヴィッドは彼女の身体を宿主として利用し、エイリアンを創造。意図的に信号を発信し、宿主となる人間が来るのを待っていたのだった。計画に気付いたウォルターはデヴィッドに詰め寄るが、隙を突いてデヴィッドはウォルターの機能を停止させてしまう。
同じ頃、ダニエルズらはコヴェナント号との通信に成功し救助を要請。ロープとコールは他の仲間を呼びに研究施設内へ行くが、ローゼンタールとオラムの死体を目の当たりにし、ロープがフェイスハガーに襲われる。ロープの顔に張り付いたフェイスハガーをコールがナイフで剥がすが、酸の血液でロープは頬に大きな傷を負ってしまう。そこにプロトモーフが現れコールを殺害する。
デヴィッドの研究資料を見て彼の思惑に気付いたダニエルズにデヴィッドが襲いかかるが、そこにウォルターが駆けつける。ウォルターは改良されており、バックアップを使って復旧していたのだった。2人が戦っている間にダニエルズとロープは研究施設を脱出。そこへ現れたウォルターと合流し、救助に来たテネシーの操縦する作業船に乗り込む。しかしプロトモーフが作業船に飛び乗り襲ってきた。ダニエルズは決死の覚悟で船外に出てプロトモーフと戦い、テネシーとの連携でこれを撃退、コヴェナント号へ帰還する。
しかしコヴェナント号のAI「マザー」から、正体不明の生体反応を感知したと緊急事態が発せられる。ダニエルズとテネシーが医療室へ向かうと、ロープが胸を突き破られ死亡していた。彼は既にゼノモーフを産みつけられており、誕生したゼノモーフはシャワー室で逢引中だったリックスとアップワースを惨殺する。ダニエルズとテネシーは、監視室のウォルターのサポートを受けながらゼノモーフをテラフォーミング・ベイに誘い出し、隔壁を開いたことで船外に吸い出された作業車両をゼノモーフにぶつけて串刺しにして、宇宙空間へ放り出す。
生き残ったダニエルズとテネシーは、オリガエ6を目指して再び冷凍休眠に入ろうとしていた。カプセルに入ったダニエルズは、ふとウォルターにブランソンの話をするが、彼は不敵な笑みを浮かべるのみであった。その時ダニエルズは、彼がウォルターに成り代わっていたデヴィッドだと悟るが、デヴィッドは絶望する彼女に構わず冷凍休眠を起動させる。
コヴェナント号を乗っ取ったデヴィッドは、体内に隠していたフェイスハガーの胚が入った容器を2つ取り出し、人間の胎芽が冷凍保管されているキャビネットに入れる。そしてウォルターを装い、ダニエルズとテネシー以外の乗務員はニュートリノの衝撃波により死亡と記録した。デヴィッドの新しい計画が開始される中、彼や冷凍休眠中の多くの入植者達や胎芽を載せたコヴェナント号はオリガエ6を目指して航行するのであった。

## キャスト
デヴィッド（David）
演 - マイケル・ファスベンダー、日本語吹替 - 宮本充
前作でプロメテウス号に随行していたアンドロイド。
ウォルター（Walter）
演 - マイケル・ファスベンダー、日本語吹替 - 宮本充　一人二役
コヴェナント号のクルーに仕える新型アンドロイド。容姿はデヴィッドと同一。知性の面ではデヴィッドよりも単純化されている。
ジャネット・ダニエルズ（Janet Daniels）
演 - キャサリン・ウォーターストン、日本語吹替 - 坂本真綾
主人公。人類移住計画の責任者でテラフォーミングの専門家。ジェイコブの妻。愛称は「ダニー」。
クリス・オラム（Chris Oram）
演 - ビリー・クラダップ、日本語吹替 - 置鮎龍太郎
コヴェナント号の副長。カリンの夫。
テネシー・ファリス（Tennessee Faris）
演 - ダニー・マクブライド、日本語吹替 - 大川透
チーフパイロット。マギーの夫。愛称は「ティー」。
ロープ軍曹（Sergeant Lope）
演 - デミアン・ビチル、日本語吹替 - 丸山壮史
警備責任者。ハレットのパートナー。
カリン・オラム（Karin Oram）
演 - カルメン・イジョゴ、日本語吹替 - 志田有彩
生物学者。クリスの妻。
マギー・ファリス（Maggie Faris）
演 - エイミー・サイメッツ、日本語吹替 - 小林さやか
パイロット。テネシーの妻。
リックス（Ricks）
演 - ジャシー・スモレット、日本語吹替 - 高橋英則
操縦士。アップワースの夫。
アップワース（Upworth）
演 - キャリー・ヘルナンデス、日本語吹替 - 下山田綾華
通信士官。リックスの妻。
ハレット軍曹（Sergeant Hallett）
演 - ナサニエル・ディーン、日本語吹替 - 岡井カツノリ
警備の副官。ロープのパートナー。
アンカー（Ankor）
演 - アレクサンダー・イングランド、日本語吹替 - 森田了介
警備担当。
レドワード（Ledward）
演 - ベンジャミン・リグビー、日本語吹替 - 中村章吾
警備担当。
コール（Cole）
演 - ウリ・ラトゥケフ、日本語吹替 - 白熊寛嗣
警備担当。
ローゼンタール（Rosenthal）
演 - テス・ハウブリック、日本語吹替 - 加藤有生子
警備担当。
マザー（Mother）
声 - ローレライ・キング、日本語吹替 - 田中敦子
コヴェナント号のAI。
ジェイコブ・ブランソン（Jacob Branson）
演 - ジェームズ・フランコ（クレジットなし）、日本語吹替 - 森川智之
コヴェナント号の船長。ダニエルズの夫。事故で命を落とす。
ピーター・ウェイランド（Peter Wayland）
演 - ガイ・ピアース（クレジットなし）、日本語吹替 - 内田直哉
冒頭のみ登場するウェイランド社の社長。当初は純粋に人類の起源を探るはずだった。
エリザベス・ショウ（Elizabeth Shaw）
演 - ノオミ・ラパス（声のみ。クレジットなし）
前作の主人公。エンジニアが人類を滅ぼそうとした理由を探るべく、デヴィッドと共にエンジニアの母星へと向かった。
チャーリー・ホロウェイ (Charlie Holloway)
演 - ローガン・マーシャル＝グリーン (写真のみ。クレジットなし)
エリザベスの恋人。

## 登場するエイリアン
ネオモーフ
デヴィッドが実験を繰り返した結果誕生した第一世代のエイリアン。「エッグサック」という名の菌のような物体から出て来る胞子のような粉状の物体が人間に寄生し、数分から数時間後には様々な部分から幼体が出現する。
ネオモーフ（バックバスター）
レドワードの背中から出現し、成体になると頭に突起の様な物体が形成される。誕生直後にカリンを殺害し、ファリスの射撃をかわして爆発した船から脱出する。その後再度出現し、ウォルターの腕を食いちぎった。後に、成体に成長後、デビッドの研究所でローゼンタールを食い殺した後、デヴィッドがコミュニケーションを取ろうとしている所をオラムに目撃され、射殺された。
ネオモーフ（マウスバスター）
ハレットの口内から出現し、頭に丸みがある。バックバスターと共に調査チームに襲いかかった。
以後、映画では登場しないがノベライズでは惑星から脱出寸前のダニエルズらの前に再び立ちはだかり、ゼノモーフと獲物を奪い合う形で交戦、ゼノモーフに内臓を引き千切られて死亡した。
プロトモーフ / ゼノモーフ
オラムに寄生したフェイスハガーによって誕生する最初のゼノモーフ。後のエイリアンとは異なり、チェストバスターは誕生直後から既に成体と似た外見をしている。コールを食い殺した後、四足歩行で船まで走りダニエルズと交戦する。バーナーで焼き殺そうとするも生き延び、頭突きでテネシーが乗るコックピットを破ろうとする。最終的にはダニエルズに注意を引き付けられている隙に作業用アームで握り潰された。
2体目はロープに張り付いたフェイスハガーが短時間で産み付け、コヴェナント帰還後治療中に誕生。リックスとアップワーズをインナーマウスで殺害した後、船内を駆け回る。ウォルター（デヴィッド）の監視の中、ダニエルズとテネシーによって、シャッターで閉じ込めるなどしてテラフォーミングベイの格納庫まで誘い出され、作業車輌の荷役フォークで串刺しにされた状態で宇宙空間に放り出された。

## 製作

### 企画
2012年3月17日、リドリー・スコットは『プロメテウス』には未解決の謎が多くあり、これらは続編で解決されるだろうと述べた。彼は「もし我々が幸運なら第二部があるだろう。それはあなたたちがいくつかの未解決の疑問を許す」と語った。続編が『エイリアン』の直接の前日譚になるかを尋ねられた脚本のデイモン・リンデロフは「我々がもし続編を作るのに充分に幸運ならば（中略）それはさらにオリジナルの『エイリアン』から離れた所に逸れるだろう」と述べた。2012年6月、リンデロフは続編で回答するためにプロットを意図的に未解決とする一方で、続編の製作が保証されていないために彼とスコットは『プロメテウス』が単独で成り立つように何を回答すべきかを議論したと述べた。スコットは続編ではショウが次の目的地に行き、「もしもそれが楽園ならば、楽園はあなたが想像するものになることができない。楽園は非常に不吉で不気味な響きを持っている」と述べた。リンデロフは彼の参加に疑問を投げかけ、「もし（スコットが）私の関与を希望する場合、それを断るのは難しいだろう。同時に私は（『プロメテウス』が）新鮮な声や新鮮なテイクや新鮮な考えから恩恵を受ける可能性があると感じる」と述べた。またスコットは『プロメテウス』の続編と『エイリアン』の間のギャップを埋める更なる映画が必要だろうと語った。
2012年8月1日時点でフォックスはスコット、ノオミ・ラパス、マイケル・ファスベンダーに続編を依頼し、またリンデロフが続投しなかった場合の新たな脚本家との交渉を行った。続編は2014年以前の公開を予定していた。2012年12月、リンデロフが他の契約を理由に続編には取り組まないことを決定した。2013年6月、ジャック・パグレンが続編の脚本家として交渉された。2013年10月、スコットは脚本完成を明かしたが、2014年3月、マイケル・グリーンがパグレンの脚本を書き直した。続編の撮影開始は2014年末、公開日は2016年3月4日に設定された。撮影はフォックス・スタジオズ・オーストラリアとオーストラリアの現場が予定された。9月24日、続編にはエイリアンのゼノモーフは登場しないことが明かされ、スコットは「あの獣は完成している。調理済みだ」と述べた。
2015年8月17日、ブラッディ・ディスガスティングは続編がニール・ブロムカンプのタイトル未定の『エイリアン』プロジェクトより前に撮影され、スコットはそちらも製作してしばらくの間保留するようにブロムカンプに要求したことを報じた。9月24日、スコットは映画のタイトルが『Alien: Paradise Lost』であることを明かした。2015年11月、スコットは新たなタイトルが『Alien: Covenant』であり、2016年2月よりオーストラリアで撮影開始予定であることを明かした。公式ロゴ、概要、公開日は2015年11月16日に発表された。2015年12月、スコットは全てのエイリアンが「卵、フェイスハガー、チェストバスター、そしてビッグボーイ」と共に映画に戻ってくると語った。また彼は映画のキャラクターが「エンジニアたちがやってきた惑星を探検し、彼らが作ったクリーチャが進化したものに遭遇するだろう」と述べた。

### プリプロダクション
2015年8月末、スコットはロケ地のスカウティングを始めたことを明かした。2015年10月、オーストラリア政府が『Thor: Ragnarok』と共に4725万ドルを出資し、オーストラリアでの撮影が決定した。2016年3月28日、20世紀フォックス子会社のウォズ・プロダクションズはニュージーランドのテ・アナウを訪れ、フィヨルドランドでの撮影のためのスカウティングを行った。

### キャスティング
2015年8月2日、撮影は2016年1月に始まり、ファスベンダーとラパスが出演し、リック・バーネットと出演交渉したことが発表された。2015年9月半ば、スコットはファスベンダーが出演し、2月の撮影開始に向けて既にプリプロダクションが始まっており、撮影地はカナダかオーストラリアのどちらかになることを明かした。2015年12月17日、キャサリン・ウォーターストンが主人公のダニエルズ役でキャスティングされた。また長年スコットと組んできたダリウス・ウォルスキーが撮影監督を務めることが明かされた。2016年、スコットはエリザベス・ショウ役のラパスが出演しないことを明かしたが、最終的にはノンクレジットという形で出演が決定した。2016年2月、ダニー・マクブライド、デミアン・ビチル、ジャシー・スモレット、エイミー・サイメッツ、カルメン・イジョゴ、カリー・ヘルナンデス、ビリー・クラダップ、アレクサンダー・イングランドがキャスティングされたことが発表された。2016年3月、新人のベンジャミン・リグビーがキャストに加わった。2016年10月、ガイ・ピアースが前作『プロメテウス』と同様ピーター・ウェイランド役で本作に出演することが明らかとなり、12月、ジェームズ・フランコが新たにキャストとして加わったことが発表された。

### 撮影
撮影は2016年4月4日よりニュージーランドのフィヨルドランド国立公園のミルフォード・サウンドで始まった。

## 公開
20世紀フォックスは当初は2017年10月6日と発表していたが2017年5月19日に前倒した。
日本国内では、約四カ月遅れの2017年9月15日に公開された。

## ホームメディア
2018年1月10日に、4K ULTRAHD Blu-ray・Blu-ray・DVDが、20世紀フォックスホームエンターテイメントジャパンから発売。
2021年現在ではウォルト・ディズニー・ジャパン株式会社から販売中。
- エイリアン:コヴェナント 2枚組 4K ULTRA HD & Blu-ray（2枚組・2018年1月10日発売）
- エイリアン:コヴェナント 2枚組 Blu-ray & DVD（2枚組・2018年1月10日発売）
- エイリアン:コヴェナント Blu-ray（廉価版・2018年7月3日発売）
- エイリアン:コヴェナント DVD（廉価版・2018年7月3日発売）